# Grand Prix Monako 1961
Grand Prix Monako 1961 (oryg. Grand Prix Automobile de Monaco) – 1. runda Mistrzostw Świata Formuły 1 w sezonie 1961, która odbyła się 14 maja 1961 po raz 8. na torze Circuit de Monaco.
19. Grand Prix Monako, 8. zaliczane do Mistrzostw Świata Formuły 1.

## Wyniki

### Kwalifikacje
Źródło: statsf1.com
| P                       | Nr | Kierowca            | Konstruktor(-silnik) | Opony | Czas   | Odstęp | Strata |
| ----------------------- | -- | ------------------- | -------------------- | ----- | ------ | ------ | ------ |
| 1                       | 20 | Stirling Moss       | Lotus-Climax         | D     | 1:39,1 | –      | –      |
| 2                       | 36 | Richie Ginther      | Ferrari              | D     | 1:39,3 | +0,2   | +0,2   |
| 3                       | 28 | Jim Clark           | Lotus-Climax         | D     | 1:39,6 | +0,3   | +0,5   |
| 4                       | 18 | Graham Hill         | BRM-Climax           | D     | 1:39,6 | +0,0   | +0,5   |
| 5                       | 38 | Phil Hill           | Ferrari              | D     | 1:39,8 | +0,2   | +0,7   |
| 6                       | 40 | Wolfgang von Trips  | Ferrari              | D     | 1:39,8 | +0,0   | +0,7   |
| 7                       | 26 | Bruce McLaren       | Cooper-Climax        | D     | 1:39,8 | +0,0   | +0,7   |
| 8                       | 16 | Tony Brooks         | BRM-Climax           | D     | 1:40,1 | +0,3   | +1,0   |
| 9                       | 2  | Jo Bonnier          | Porsche              | D     | 1:40,3 | +0,2   | +1,2   |
| 10                      | 30 | Innes Ireland       | Lotus-Climax         | D     | 1:40,5 | +0,2   | +1,4   |
| 11                      | 4  | Dan Gurney          | Porsche              | D     | 1:40,6 | +0,1   | +1,5   |
| 12                      | 22 | John Surtees        | Cooper-Climax        | D     | 1:41,1 | +0,5   | +2,0   |
| 13                      | 6  | Hans Herrmann       | Porsche              | D     | 1:41,1 | +0,0   | +2,0   |
| 14                      | 8  | Michel May          | Lotus-Climax         | D     | 1:42,0 | +0,9   | +2,9   |
| 15                      | 32 | Cliff Allison       | Lotus-Climax         | D     | 1:42,3 | +0,3   | +3,2   |
| 16                      | 42 | Maurice Trintignant | Cooper-Maserati      | D     | 1:42,4 | +0,1   | +3,3   |
|                         | 24 | Jack Brabham        | Cooper-Climax        | D     | 1:44,0 | +1,6   | +4,9   |
| Nie zakwalifikowali się |    |                     |                      |       |        |        |        |
| 17                      | 34 | Henry Taylor        | Lotus-Climax         | D     | 1:42,6 | +0,2   | +3,5   |
| 18                      | 14 | Masten Gregory      | Cooper-Climax        | D     | 1:42,7 | +0,1   | +3,6   |
| 19                      | 10 | Lucien Bianchi      | Emeryson-Maserati    | D     | 1:42,9 | +0,2   | +3,8   |
| 20                      | 12 | Olivier Gendebien   | Emeryson-Maserati    | D     | 1:43,7 | +0,8   | +4,6   |
| P                       | Nr | Kierowca            | Konstruktor(-silnik) | Opony | Czas   | Odstęp | Strata |

Uwagi
1. ↑  Jack Brabham był automatycznie zakwalifikowany do wyścigu.

### Wyścig
Źródła: statsf1.com
| P                                                     | + / –     | Nr | Kierowca            | Konstruktor       | Opony | Okr. | Czas / Strata | Komentarz              |
| ----------------------------------------------------- | --------- | -- | ------------------- | ----------------- | ----- | ---- | ------------- | ---------------------- |
| 1                                                     | Bez zmian | 20 | Stirling Moss       | Lotus-Climax      | D     | 100  | 2:45:50,1     |                        |
| 2                                                     | Bez zmian | 36 | Richie Ginther      | Ferrari           | D     | 100  | +3,6          |                        |
| 3                                                     | 2         | 38 | Phil Hill           | Ferrari           | D     | 100  | +41,3         |                        |
| 4                                                     | 2         | 40 | Wolfgang von Trips  | Ferrari           | D     | 98   | +2 okr.       |                        |
| 5                                                     | 6         | 4  | Dan Gurney          | Porsche           | D     | 98   | +2 okr.       |                        |
| 6                                                     | 1         | 26 | Bruce McLaren       | Cooper-Climax     | D     | 95   | +5 okr.       |                        |
| 7                                                     | 9         | 42 | Maurice Trintignant | Cooper-Maserati   | D     | 95   | +5 okr.       |                        |
| 8                                                     | 7         | 32 | Cliff Allison       | Lotus-Climax      | D     | 93   | +7 okr.       |                        |
| 9                                                     | 4         | 6  | Hans Herrmann       | Porsche           | D     | 91   | +9 okr.       |                        |
| 10                                                    | 7         | 28 | Jim Clark           | Lotus-Climax      | D     | 89   | +11 okr.      |                        |
| 11                                                    | 1         | 22 | John Surtees        | Cooper-Climax     | D     | 68   | +32 okr.      | pompa paliwowa         |
| 12                                                    | 3         | 2  | Jo Bonnier          | Porsche           | D     | 59   | +41 okr.      | pompa paliwowa         |
| 13                                                    | 5         | 16 | Tony Brooks         | BRM-Climax        | D     | 54   | +46 okr.      | silnik                 |
| Niesklasyfikowani                                     |           |    |                     |                   |       |      |               |                        |
|                                                       |           | 8  | Michel May          | Lotus-Climax      | D     | 42   | +58 okr.      | skrzynia biegów        |
|                                                       |           | 24 | Jack Brabham        | Cooper-Climax     | D     | 38   | +62 okr.      | zapłon                 |
|                                                       |           | 18 | Graham Hill         | BRM-Climax        | D     | 11   | +89 okr.      | pompa paliwowa         |
| Nie wystartowali / niedopuszczeni do ponownego startu |           |    |                     |                   |       |      |               |                        |
|                                                       |           | 30 | Innes Ireland       | Lotus-Climax      | D     | 0    |               | wypadek                |
| Niezakwalifikowani                                    |           |    |                     |                   |       |      |               |                        |
|                                                       |           | 34 | Henry Taylor        | Lotus-Climax      | D     | 0    |               | nie zakwalifikował się |
|                                                       |           | 14 | Masten Gregory      | Cooper-Climax     | D     | 0    |               | nie zakwalifikował się |
|                                                       |           | 10 | Lucien Bianchi      | Emeryson-Maserati | D     | 0    |               | nie zakwalifikował się |
|                                                       |           | 12 | Olivier Gendebien   | Emeryson-Maserati | D     | 0    |               | nie zakwalifikował się |
| P                                                     | + / –     | Nr | Kierowca            | Konstruktor       | Opony | Okr. | Czas / Strata | Komentarz              |

### Najszybsze okrążenie
Źródło: statsf1.com
| Nr | Kierowca       | Konstruktor  | Czas   | Okr. |
| -- | -------------- | ------------ | ------ | ---- |
| 36 | Richie Ginther | Ferrari      | 1:36,3 | 84   |
| 20 | Stirling Moss  | Lotus-Climax | 1:36,3 | 85   |

### Prowadzenie w wyścigu
Źródło: statsf1.com
| Nr                              | Kierowca       | Konstruktor  | Okrążenia | Suma |
| ------------------------------- | -------------- | ------------ | --------- | ---- |
| 20                              | Stirling Moss  | Lotus-Climax | 14-100    | 87   |
| 36                              | Richie Ginther | Ferrari      | 1-13      | 13   |
| \| Wykres \| \| ------ \| \| \| |                |              |           |      |
| Wykres                          |                |              |           |      |
|                                 |                |              |           |      |

## Klasyfikacja po wyścigu
Pierwsza szóstka otrzymywała punkty według klucza 9-6-4-3-2-1. Liczone było tylko 5 najlepszych wyścigów danego kierowcy. W nawiasach podano wszystkie zebrane punkty, nie uwzględniając zasady najlepszych wyścigów.
Uwzględniono tylko kierowców, którzy zdobyli jakiekolwiek punkty
| P | +/− | Kierowca           | Starty | Punkty | P1 | P2 | P3 | PP | NO | NS |
| - | --- | ------------------ | ------ | ------ | -- | -- | -- | -- | -- | -- |
| 1 | N   | Stirling Moss      | 1      | 9      | 1  | –  | –  | 1  | 1  | –  |
| 2 | N   | Richie Ginther     | 1      | 6      | –  | 1  | –  | –  | 1  | –  |
| 3 | N   | Phil Hill          | 1      | 4      | –  | –  | 1  | –  | –  | –  |
| 4 | N   | Wolfgang von Trips | 1      | 3      | –  | –  | –  | –  | –  | –  |
| 5 | N   | Dan Gurney         | 1      | 2      | –  | –  | –  | –  | –  | –  |
| 6 | N   | Bruce McLaren      | 1      | 1      | –  | –  | –  | –  | –  | –  |
| P | +/− | Kierowca           | Starty | Punkty | P1 | P2 | P3 | PP | NO | NS |

### Konstruktorzy
Konstruktorzy punktowali wg klucza 8-6-4-3-2-1. Tylko jeden, najwyżej uplasowany kierowca danego konstruktora, zdobywał dla niego punkty. Również do klasyfikacji zaliczano 5 najlepszych wyników.
| P                 | +/− | Konstruktor       | Starty | Punkty | P1 | P2 | P3 | PP | NO | NS |
| ----------------- | --- | ----------------- | ------ | ------ | -- | -- | -- | -- | -- | -- |
| 1                 | N   | Lotus-Climax      | 4      | 8      | 1  | –  | –  | 1  | 1  | 1  |
| 2                 | N   | Ferrari           | 3      | 6      | –  | 1  | 1  | –  | 1  | –  |
| 3                 | N   | Porsche           | 3      | 2      | –  | –  | –  | –  | –  | –  |
| 4                 | N   | Cooper-Climax     | 3      | 1      | –  | –  | –  | –  | –  | 1  |
| Niesklasyfikowani |     |                   |        |        |    |    |    |    |    |    |
|                   |     | Cooper-Maserati   | 1      | 0      | –  | –  | –  | –  | –  | –  |
|                   |     | BRM-Climax        | 2      | 0      | –  | –  | –  | –  | –  | 1  |
|                   |     | Emeryson-Maserati | 0      | 0      | –  | –  | –  | –  | –  | –  |
| P                 | +/− | Kierowca          | Starty | Punkty | P1 | P2 | P3 | PP | NO | NS |